# 大越地輿全編
《大越地輿全編》（越南语：／），又稱《方亭地志類》（越南语：／），越南阮朝壽昌居士阮文超編纂。

## 內容
《大越地輿全編》共分五卷，卷首有阮仲合成泰十二年（1900年）作的《大越方輿志序》，每卷卷目後署“壽昌居士方亭輯”，卷一開頭為《我越方輿古今總敍》。本書介紹了越南從雄王時代到阮朝的區劃沿革，共分四個部分。
- 卷一為《地志前編》。阮文超裁取了《漢書》、《後漢書》、《晉書》、《宋書》、《南齊書》、《隋書》、《唐書》等中國正史地理志和《天下郡國利病書》、《讀史方輿紀要》等書與越南有關的內容，總為《地志前編》。
- 卷二為《前黎方輿正編》。開頭有“引”，後以後黎朝前期區劃為綱，介紹丁朝至後黎朝時期的區劃變動，附有《地志類雜考》。
- 卷三為《大南方輿正編》上卷。開頭有“引”，介紹了中圻、南圻諸省的區劃沿革、山川、城池、宮殿、陵寢等內容[2]。
- 卷四為《順城遺事》、《高蠻國傳》、《崑崘洋》、《萬象國傳》、《南掌國傳》和《珥河源流考》、《高平太原諒山諸水考》。介紹了越南周邊各國與越南交往的歷史及其地理，並對珥河和北圻北部山區的河流進行了考證。
- 卷五為《大南方輿正編》下卷。介紹了北圻諸省的區劃沿革、山川、城池等內容。

## 流傳情況
今越南有成泰十二年（1900年）刊本。中国《域外汉籍珍本文库》曾據此版本影印出版，列入《域外汉籍珍本文库·第三辑·史部》第二十五册。

## 外部連接
- 《大越地輿全編》（成泰庚子）
  - 卷一 （页面存档备份，存于）
  - 卷二 （页面存档备份，存于）
  - 卷三 （页面存档备份，存于）
  - 卷四 （页面存档备份，存于）
  - 卷五 （页面存档备份，存于）